# Hans Werner Richter

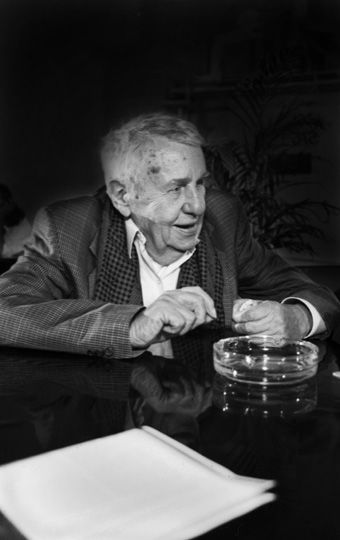
Hans Werner Richter (1992)

Hans Werner Richter (12 november 1908, Neu-Salenthin op het eiland Usedom - 23 maart 1993, München) was een Duitse schrijver. Richter is met eigen werk minder bekend geworden dan als initiator, geestelijk leider en éminence grise van Gruppe 47 - de belangrijkste Duitse schrijversgroep van de naoorlogse tijd - tot wereldwijde beroemdheid en erkenning is gekomen.

## Leven
Hans Werner Richter was zoon van een visser. Als 16-jarige begon hij vanaf 1924 een drie jarige opleiding als boekhandelaar in Swinemünde. Daarna werkte hij als hulp in een boekhandel in Berlijn.
In 1930 werd Richter lid van de Kommunistische Partei Deutschlands (KPD). Na twee jaren werd hij wegens vermeend trotskisme geroyeerd. Nadat hij in 1933 getuige was van een NSDAP-parade op het Tempelhoferveld knoopte hij opnieuw contacten aan met de, inmiddels illegale, KPD en probeerde een verzetsgroep te formeren. Toen hem dit niet lukte vluchtte hij met zijn vriendin naar Parijs. Zijn emigratie mislukte door zijn uitzichtloze financiële situatie.
Na zijn terugkeer in 1934 werkte hij als boekhandelaar en werd ondergronds politiek actief. In 1940 arresteerde de Gestapo hem kort. Nadat hem zijn leidende rol in een illegale pacifistische jeugdgroep niet bewezen kon worden, volgde krijgsdienst (1940-1943).
In Amerikaanse krijgsgevangenschap (1943-1946) gaf Richter sinds de lente van 1945 de tijdschriften "Lagerstimme" en "Der Ruf" uit. Aan de laatste werkten ook Alfred Andersch, René Hocke en Walter Kolbenhoff mee. Richter en Andersch gaven in augustus 1946 "Der Ruf" weer uit. Nadat het tijdschrift in april 1947 wegens te linkse en pro-communistische houding door de Amerikaanse bezettingsautoriteit verboden werd, vormde zich uiteindelijk en nieuwe kring schrijvers en recensenten, die als Gruppe 47, op informele uitnodiging samenkwam. Dit gebeurde tot 1967 eerst halfjaarlijks, later jaarlijks. De eerste jaren van Gruppe 47 waren de productiefste van Richters schrijverschap.
Gruppe 47 was het levenswerk van Richter, zijn naam is er nauwelijks van te scheiden. Doorgaans wordt hij als de autoriteit van de groep erkend. Soms wordt de mening gehuldigd dat op deze wijze vele groten ontdekt werden. (bijvoorbeeld Ingeborg Bachmann). Maar ook werden schrijvers verworpen (zoals Paul Celan en Albert Vigoleis Thelen 1)). Veel hoopvolle jonge dichters zagen door hun traumatische ervaring af van hun beroepswens. Richter hield het voor een grote verdienste van de groep "veel slechte literatuur verhinderd" te hebben.
In maart 1958 stemde de Bundestag voor bewapening van de Bundeswehr met de modernste wapens. Daarop richtte Richter een "comité tegen atoomwapens" op. Talrijke intellectuelen steunden dit, zoals Ingeborg Bachmann, Helmuth Gollwitzer, Ruth Leuwerik. De SPD deed eerst mee maar trok zich terug. De leden van het comité voelden zich in de steek gelaten.
In 1967 kwam Gruppe 47 voor het laatst bijeen. Er waren onschuldige verstoringen van tegen het establishment protesterende studenten. De groep werd niet opgeheven maar Richter verzond geen uitnodigingskaarten meer.
Na zijn dood op 23 maart 1993 werd Hans Werner Richter, op eigen verzoek, op Usedom begraven.

## Werk
- 1947: Deine Söhne Europa - Gedichte deutscher Kriegsgefangener (Jouw zonen Europa - Gedichten van Duitse krijgsgevangen).
- 1949: Die Geschlagenen (De verliezers).
- 1951: Sie vielen aus Gottes hand (Zij vielen uit Gods hand).
- 1953: Spuren im Sand (Sporen in het zand).
- 1955: Du sollst nicht töten (Je zal niet doden).
- 1959: Linus Fleck oder die Verlust der Würde (Linus Fleck of het verlies van waardigheid).
- 1962: Bestandsaufname - Eine deutsche Bilanz.
- 1965: Menschen in freundlicher Umgebung - Sechs Satiren (Het gevecht aan de beek)
- 1965: Pläydoyer für eine neue Regierung oder: Keine Alternative.
- 1966: Karl Marx in Samarkand, eine reise an die Grenzen Chinas.
- 1971: Rose Weiss, Rose Rot.
- 1975: Brief an einen jungen Sozialsten.
- 1980: Die Flucht nach Abanon.
- 1981: Die Stunde der falschen Triumphe.
- 1982: Geschichten aus Bansin.
- 1982: Ein Julitag.
- 1986: Im Etablissement der Schmetterlinge - Einundzwanzig Portraits aus der Gruppe 47.
- 1987: Reisen durch meine Zeit. Lebensgeschichten.
- 1990: Deutschland deine Pommern - Wahrheiten, Lügen und schlitzhoriges Gerede.